# 大農丞
大農丞（だいのうじょう）は、古代中国の前漢の一時期、紀元前144年か紀元前143年から、紀元前104年まであった官職である。定員2名。農業・商業・財政を掌る大農令を補佐した。

## 解説
もと、治粟内史を補佐する治粟内史丞で、治粟内史が大農令と改称したときに大農丞となった。大農令が大司農と改称したとき、大農丞は大司農丞となった。2人のうち1人を特に大農中丞ということもあった。

## 大農丞の人物
東郭咸陽と孔僅は商人出身で、大農丞となって塩鉄を担当した。孔僅は数年で大農令に昇進した。やはり商人出身の桑弘羊が大農丞となり、数年で治粟都尉という大農を統括する臨時職に就いた。
- 東郭咸陽 - 元狩4年（紀元前119年）任[3][4]
- 孔僅 - 元狩4年（紀元前119年）任[3][4] - 元鼎2年（紀元前115年）、大農令[5][6]
- 桑弘羊 - 元鼎2年（紀元前115年）任、大農中丞[5][7] - 元封元年（紀元前110年）、治粟都尉[8][9]。